# Klaus Runze
Klaus Runze (* 20. Juli 1930 in Berlin) ist ein deutscher Pianist, Musikpädagoge, Autor und Hochschullehrer, der Musik mit kindgerechter Pädagogik, Kunst und philosophischer Reflexion zu vereinen sucht.

## Werdegang
Runze studierte von 1948 bis 1962 Klavier, Cembalo und Rhythmische Erziehung an der Staatlichen Hochschule für Musik Berlin (West). Ab 1961 entwickelte er an der Musikschule Berlin-Charlottenburg gemeinsam mit Kindern ein musikpädagogisches Konzept, das ihre Kreativität in den Mittelpunkt rückt. Als Ergebnis erschienen 1971 und 1973 zwei Bände seiner „Klavierschule für Kinder“. Ab 1973 unterrichtete er als Dozent Klavier, Klavier-Didaktik und Improvisation an der Musikhochschule Köln, ab 1989 auch an der Robert Schumann Hochschule Düsseldorf und der früheren Hochschule für Musik Westfalen-Lippe in Dortmund, nun Musikhochschule Detmold.
1975 trat Runze beim Weltkongress der Jeunesses Musicales in Paris mit Schülern auf. 1976/1977 wurde er nach Basel eingeladen, wo er an der Musikschule der Musik-Akademie der Stadt Basel Seminare zum Thema „Alternativen im Klavierunterricht“ in der Reihe Information und Versuche hielt.
Von 1980 bis 2000 trat Runze als Improvisations- und Performance-Künstler auf und wirkt auf Festivals für neue Musik mit, wobei er musikalisches mit bildnerischem Gestalten verbindet. 1998 erschien sein Beitrag Dreißig Jahre zukunftsorientierter Anfängerpädagogik im Klavierspiel zur Jahrestagung der European Piano Teachers Association in Graz. Schwerpunkte seiner Auftritte waren Deutschland, Österreich, Schweiz und Japan, letzteres die Heimat seiner Frau. Sein Werk umfasst Bilder, Skulpturen, Installationen und Multimediale Werke, durch die er auch als Intermedia-Artist bezeichnet wird.
Von 2006 bis 2014 publizierte Runze eine literarisch-geschichtliche Trilogie unter dem Titel „Unter dem Schwarzen Regenbogen“. Die drei Teile der Trilogie („Die Stimme eines Ungestorbenen“, „Bübchens Traum und Trauma“ und „Karl Boguslav 1933–1945. Kindheit und Jugend im III. Reich“) thematisieren das Leben einer Familie während der Zeit der NS-Diktatur und basieren auf familiengeschichtlicher und autobiographischer Retrospektive. Darüber hinaus veröffentlichte Runze einen Band mit eigener Lyrik und fungierte als Herausgeber der Gedichtbände anderer Autoren.
2010 brachte der Klangkünstler Johannes S. Sistermanns in der Serie „Mein Lehrer“ des Hessischen Rundfunks einen Beitrag zu Runze.
2020 beteiligte er sich mit einer Komposition Echo für Klavier an dem internationalen Kompositionsprojekt 250 piano pieces for Beethoven von Susanne Kessel zum 250. Geburtstag Ludwig van Beethovens unter Corona-Bedingungen.

## Klaviermethode
„Aus der Erkenntnis heraus, dass Noten nicht Musik sind, sondern nur eine äußerst abstrakte, rationale Zeichensprache darstellen, muss die Vorentscheidung für den Beginn pädagogischer Arbeit darin liegen, eine Musikübung nicht mit dem Erlernen der Noten zu beginnen: Die Entwicklung der musikalischen Vorstellung vollzieht sich durch das Greifen und Hören […]“

Die Klaviermethode Runzes gehe mit dem ersten Band zunächst vom Tastenbild aus und beginne mit der improvisatorischen Entdeckung des Klaviers als Klangkörper. Sie richtet sich an Kinder im Vorschul- oder jüngeren Schulalter. In Unterscheidung zu den damals üblichen Klavierschulen wird sogleich mit beiden Händen gespielt, die gesamte Tastatur genutzt und vom Tastenbild der 12 Töne mit den Orientierung gebenden schwarzen Tasten als 2er und 3er Muster ausgegangen. Die Kinder spielen zunächst im Stehen, was aufgrund ihrer Größe eine physiologisch günstigere Position und Hand- und Armhaltung ermögliche. Sie erfahren eine „Musikerziehung mithilfe des Klaviers“, indem sie vor dem Literaturspiel spielerisch musikalische Formen (etwa Pentatonik, Intervalle, Dreiklänge) kennenlernen und mit ihnen improvisatorisch umgehen. Die Improvisation werde angeregt durch ein assoziativ-bildhaftes Vorgehen, welches sich auf die Spielweise, die Handhaltung oder die musikalischen Formen beziehe. Insbesondere Tiere, etwa Zebras, Klammeraffen, Krokodile, Schildkröten und Kuckucke, dienen als Anregung zur Ausführung bestimmter Bewegungsformen oder zur Einübung in musikalische Formen. Eines der erklärten Ziele sei es, die Trennung zwischen „Spielen“ und „Üben“ so weit wie möglich aufzuheben. Zugleich verberge sich in der kindlich anmutenden Aufmachung der Klavierschule eine systematische Einübung in pianistische Techniken wie Kraft und Gelenkigkeit, Lockerung in den Armbewegungen, fließend-elastischen Bewegungen des Handgelenks, Zusammenspiel von Anspannung und Entspannung, Daumenuntersatz, Vorbereitung auf Systematiken von Fingersätzen, Unabhängigkeit der beiden Hände. Die Klaviermethodik nutze dazu auch die nicht-tonalen Klangwelten der Neuen Musik, wodurch ein breiterer musikalischen Spielraum zur Verfügung steht, der kindlichen Zugangsweisen entgegenkommt.
Der Klavierunterricht wird bevorzugt als Gruppenunterricht mit zwei Kindern durchgeführt. Das Verständnis des Polyphonen, das Zuhören, Phrasieren und Dialogisches sei mit zwei Kindern besser zu organisieren. Der Unterricht bezieht Bewegung und Malen ein und ähnele dem multisensorischen Ansatz von Gertrud Orff sowie Ansätzen der Elementaren Musikerziehung und Rhythmik. Zentral sei ein assoziativ-bildhaftes Vorgehen.
Der zweite Band Spiel mit Noten erschließt die Notenschrift nicht anhand von Klavierstücken, sondern spielt mit Klängen sowohl tonaler, grundtonbezogener Melodien als auch der Neuen Musik; die Spiegelbildlichkeit der Hände und der Notation soll das Verhältnis der beiden Klavier-Notenschlüssel verdeutlichen (G-Schlüssel rechts, F-Schlüssel links). Auch bei der Einführung in die Notenschrift werde der Schüler nicht mit fertig vorgeformten Gestalten konfrontiert, sondern erlerne auch die Notation von Musik nach dem didaktischen Prinzip des Sicht-Erarbeitens und dem mitschöpferische Element.
Beide Bände der Klavierschule erschienen auch in englischer und japanischer Sprache.

## Schriften
- Das Klavier als Medium der Gesamtfrüherziehung. In: Musik und Bildung. Zeitschrift für Theorie und Praxis der Musikerziehung Nr. 67, Schott-Verlag, Mainz 1971
- Zwei Hände – Zwölf Tasten: Das moderne Unterrichtswerk für den frühen Beginn am Klavier. Band 1: Ein Buch mit Bildern für kleine Klavierspieler – Spielbuch ohne Noten Schott-Verlag, Mainz 1971 (2., revidierte Auflage 1982, ISMN 979-0-001-06531-3)
- Zwei Hände – Zwölf Tasten: Das moderne Unterrichtswerk für den frühen Beginn am Klavier. Band 2. Spiel mit Noten. Schott-Verlag, Mainz 1973 (2., revidierte Auflage 1984, ISBN  	978-3-7957-2705-5)
- Alternativen zum Klavierunterricht. Musik-Akademie Basel, 1976
- Klavierspiel als Improvisation. Über die an der Musikschule der Musikakademie Basel gehaltenen Seminare. Druck der Musik-Akademie der Stadt Basel 1979
- Geste und Sprache im Instrumentalspiel. In: Neuland –  Ansätze zur Musik der Gegenwart. Jahrbuch, Band 3 1982/83, Hrsg. Herbert Henck, ISBN 3-922875-04-1
- Zwei Hände – Zwölf Tasten: Das moderne Unterrichtswerk für den frühen Beginn am Klavier. Lehrerband. Revidierte und erweiterte Auflage. Schott-Verlag, Mainz 1984 ISBN 3-7957-2705-7
- Karl-Boguslav 1933–45. Kindheit und Jugend im III. Reich, dokumentiert und nachgezeichnet von seinem Bruder. Edition Archiv der Zeitzeugen. Verlag Monsenstein und Vannerdat. Münster 2007. ISBN 978-3-86582-414-1
- Im Schatten der Seeanemone. Gedichte der Fünfziger Jahre mit einigen Handzeichnungen dieser Zeit. Die kleine Bibliothek der Lyrik. Verlag Monsenstein und Vannerdat. Münster 2010, ISBN 978-3-86991-125-0.
- Unter dem Schwarzen Regenbogen. Biographische Episoden aus der Zeit der „braun getränkten Erde“ (Edition Octopus). Verlag Monsenstein und Vannerdat. Münster 2014. ISBN 978-3-95645-332-8
- Octavia Runze [Verf.], Klaus Runze [Hrsg.]: Amazonenritt – Gedichte 1915 bis 1962. Verlag Monsenstein und Vannerdat. Edition Archiv der Zeitzeugen. Münster 2010. ISBN 978-3-86991-057-4
- Otto de Grahl [Verf.], Klaus Runze [Hrsg.]: Zeitenraub – Gedichte zwischen Minnesang und Moritat. Die kleine Bibliothek der Lyrik. Verlag Monsenstein und Vannerdat. Münster 2011. ISBN 978-3-86991-284-4
- Octavia Sacuntala Runze [Verf.], Klaus Runze [Hrsg.]: Erzählungen und Märchen 1915–1917. Verlag Monsenstein und Vannerdat. Münster 2013. ISBN 978-3-86991-969-0